# 叠氮化硝酰
叠氮化硝酰是一种不稳定的氮氧化物，化学式 N4O2。

## 制备
叠氮化硝酰是在1973年通过叠氮化锂和氟硼酸硝酰在低温下的乙腈或四氯化碳中的反应发现的。它也可以由氟锑酸硝酰和叠氮化钠在−50 °C及高压下的液态二氧化碳反应而成。

## 性质
叠氮化硝酰极不稳定，无法分离。产物溶液的拉曼光谱与从头计算的结果一致。它会通过环状的中间体分解成笑气。量子化学从头计算表明这是强放热反应，焓变−250 kJ·mol−1。